# Manntra
A Manntra horvát rockegyüttes Umag városából,  melyet 2011-ben hozott létre a feloszlott Omega Lithium együttes két tagja, Marko Matijević Sekul és Zoltan Lečei. Az együttes a Balkán mellett Ausztriában, Oroszországban és Németországban is ért el sikereket.

## Történetük

### Kezdetek
Az együttes első lemeze Horizont címmel 2012-ben jelent meg. Két kislemez jelent meg róla, Kiša és Horizont címmel. The album was recorded in 2012 in Croatia and Slovenia and was entirely produced by the band's lead vocalist.
2015 és 2018 között jelent meg a Venera és a Meridian. Az előzőn az együttes kevesebb elektronikus hangzásra törekedett és több népi hangszert használtak. A lemez hard rockot és balkáni népzenét egyesítő hangázást pozitívan fogadták a kritikusok.
A Meridian című lemezen új hangzással kísérleteztek, és Horvátországon kívül is sikert tudtak vele elérni. The track Meridian achieved widespread critical acclaim outside of Croatia.

### Oyka!,Dora 2019 ésMonster Mind Consuming
Az Oyka! című albumot a külföldi piacra tervezték, angol nyelvű dalszövegekkel. Leszerződtek a Menart kiadóval, amit követően fesztiválokon léptek fel. A sikereiknek köszönhetően szerződtette őket a NoCut Entertainment (SPV) és a Schubert Music Agency.
2019-ben részt vettek az Eurovíziós Dalfesztivál nemzeti válogatóján a Dorán az In the Shadows című dalukkal, és a negyedik helyen végeztek.
Monster Mind Consuming című 2021-es lemezük keményebb és komplexebb hangzású. A koncepcióalbum a háborúval és a személyes küzdelmekkel foglalkozik.

### KreaturaésWar of the Heathens
2022-ben jelent meg Kreatura című nagylemezük, a harmadik angol nyelven. A megjelenést turné követte, majd a hamburgi fellépésükről adtak ki koncertalbumot és DVD-t Endlich! Live in Hamburg címmel. Az album tematikájába visszatért a folklór és a regionális mitológia, hangzásában pedig közelebb áll a metálhoz és az indusztriális rockhoz.
A németországi turnéjuk előtt az együttesnek új tagja lett, a maszkot viselő „Barren King” személyében.
2023 nyarán jelent meg a Manntra War of the Heathens című albuma, mely az első horvát lemez volt, amely felkerült a német slágerlistára, a 43. helyen. 2024-ben az együttes War of the Heathens Tour címmel indul turnéra.

## Zenei stílusuk
A Manntra zenei stílusát a hagyományos balkáni népzene és a heavy metal fúziója jellemzi, amelybe elektronikus zenei elemek vegyülnek. A zenekar gyakran használ hagyományos hangszereket, mint a sopila, a tambura és a diple, elektromos gitárok, dobok és billentyűs hangszerek mellett. Zenéjüket a dinamikus ritmusok, a lendületes gitárriffek és az erőteljes, gyakran horvát és angol nyelven előadott ének jellemzi. A zenekar dalszövegei gyakran foglalkoznak a spiritualitás, a mitológia és a személyes küzdelem témáival, amelyek gyakran a horvát folklórból és történelemből merítenek. 

## Tagok
Jelenlegi tagok

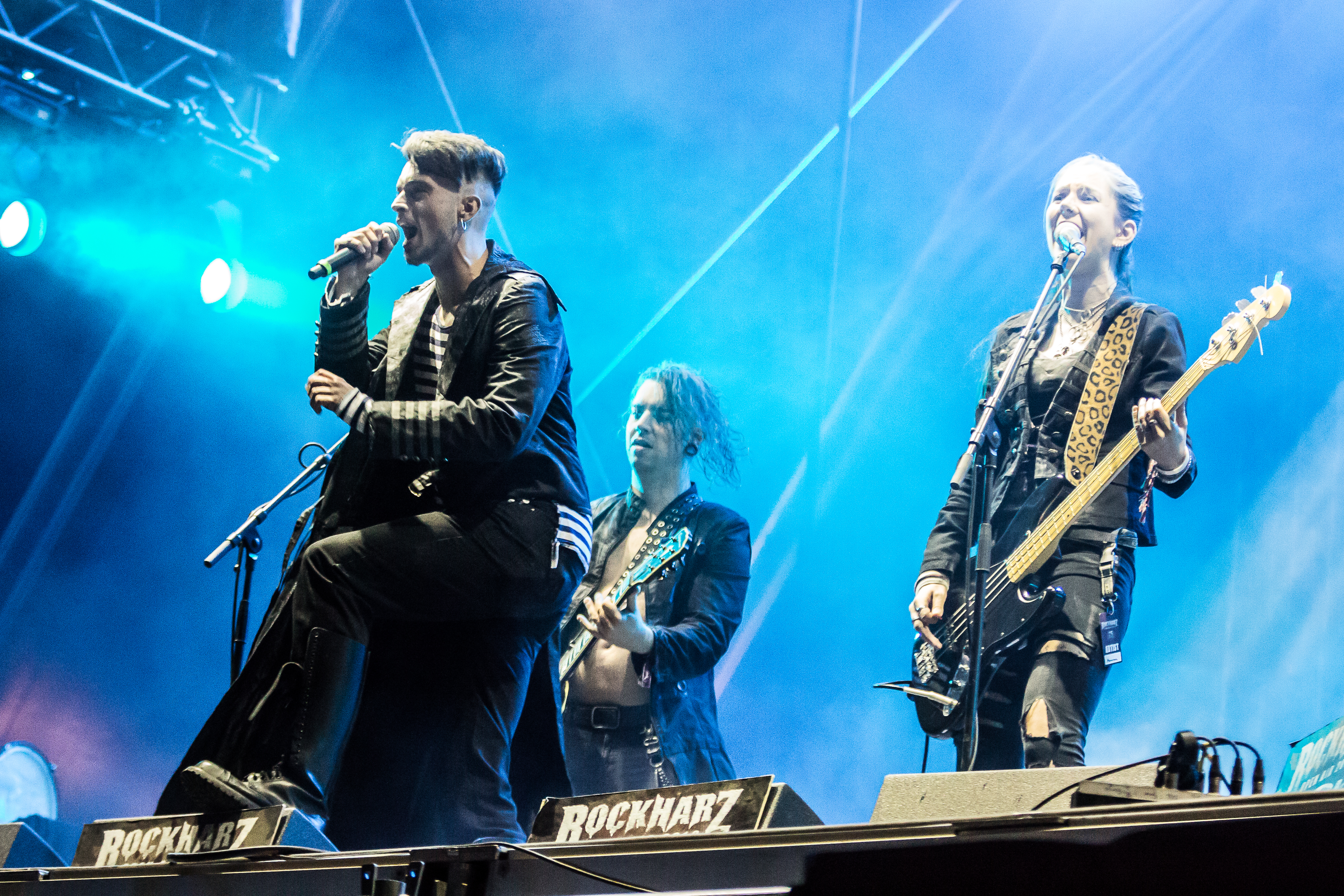
A Manntra 2018-ban

- Marko Matijević Sekul – ének, gitár, billentyűk (2011)
- Zoltan Lečei – basszusgitár (2011–2016, 2021)
- Andrea Kert – dobok (2011)
- Dorian 'Dodo' Pavlović – gitár (2022)
- Barren King – gitár, billentyűk (2022)

Korábbi tagok
- Danijel Šćuric – basszusgitár (2016)
- Filip Majdak – gitár (2016–2018)
- Boris Kolarić – gitár, duda, mandolin (2016–2021)
- Maja Kolarić – basszusgitár (2016–2021)
- Marko "Pure" Purišić – gitár (2011–2016, 2018–2022)

## Diszkográfia
- Horizont (2012)
- Venera (2015)
- Meridian (2017)
- Oyka! (2019)
- Monster Mind Consuming (2021)
- Kreatura (2022)
- Endlich! Live in Hamburg (2022)
- War of the Heathens (2023)

## Fordítás
Ez a szócikk részben vagy egészben  a   Manntra című angol Wikipédia-szócikk fordításán alapul.  Az eredeti cikk szerkesztőit annak laptörténete sorolja fel. Ez a jelzés csupán a megfogalmazás eredetét és a szerzői jogokat jelzi, nem szolgál a cikkben szereplő információk forrásmegjelöléseként.